# 疏柔毛苎麻
疏柔毛苎麻（学名：Boehmeria pilosiuscula），又名華南苧麻、 疏毛水苎麻，为荨麻科苎麻属的植物。分布于印度尼西亚、泰国、台湾岛以及中国大陆的海南、云南等地，生长于海拔700米至1,500米的地区，多生长在林边、山谷溪边及石上，目前尚未由人工引种栽培。